# Fondation Albert et Suzanne Rakoto Ratsimamanga
La Fondation Albert et Suzanne Rakoto Ratsimamanga depuis 2012 (anciennement Institut malgache de recherches appliquées (IMRA) est un institut fondé à Antananarivo, la capitale de Madagascar, par Albert Rakoto Ratsimamanga, sa femme Suzanne et Pierre Boiteau entre autres, pour y effectuer des recherches biochimiques dans le but de soigner la population. Sa création fut possible grâce aux retombées financières d'un médicament cicatrisant, le Madécassol, tiré de la plante Centella asiatica.
En 1998, l'IMRA est composé de 102 personnes dont 32 chercheurs et techniciens. Il comprend un jardin botanique, une animalerie, et des laboratoires de recherche en phytochimie, pharmacologie parasitaire et cellulaire, diabétologie expérimentale, pharmacodynamique et toxicologie et pratique la chimie analytique des huiles essentielles.
En 2012, l'IMRA est devenu Fondation Albert et Suzanne Rakoto Ratsimamanga, reconnue d'utilité publique par le Conseil de gouvernement le 2 octobre 2012.
L'institut est situé à Avarabohitra Itaosy, Antananarivo 102, Madagascar.